# Crotalaria brevidens
Crotalaria brevidens är en ärtväxtart som beskrevs av George Bentham. Crotalaria brevidens ingår i släktet sunnhampor, och familjen ärtväxter. Inga underarter finns listade i Catalogue of Life.